# Tolkowiec
Tolkowiec (niem. Tolksdorf) – wieś w Polsce położona w województwie warmińsko-mazurskim, w powiecie braniewskim, w gminie Płoskinia. W latach 1975–1998 miejscowość administracyjnie należała do województwa elbląskiego.
Najstarsza wieś warmińska, założona już w XIII w. na terytorium Wewy, w komornictwie melzackim.

## Historia
Wieś założona w końcu XIII w. na 60 włókach. Zasadźcą był Bernhard, od imienia którego nadano pierwotna nazwę – Bernhardishof. W roku 1300 kapituła warmińska, reprezentowana przez kustosza Henryka, kantora Eberharda oraz kanoników Hermana i Bartłomieja, wystawiła akt lokacyjny na prawie chełmińskim (pierwszy na Warmii) synowi Bernharda – Henrykowi. Henryk był tłumaczem biskupa warmińskiego Henryka Fleminga. W języku pruskim tolke oznacza tłumacz. Od funkcji Henryka wieś przyjęła nazwę Tolkdorf. W akcie lokacyjnym kapituła zastrzegła sobie prawo do polowań oraz do srebra i złota, jakie mogłoby na terenie wsi występować. Wolniznę wyznaczono na 10 lat, a czynsz roczny ustalono na pół grzywny od włoki. Jednocześnie sołtys zobowiązany był do jednej służby zbrojnej. 6 włok było wolnych: 4 na uposażenie kościoła, jedna dla dzwonnika i jedna na pastwisko. Dodatkowo Henryk otrzymał prawo założenia karczmy oraz młyna (czynsz tak jak od włóki).
Kościół zbudowano pod koniec XIV w. Po przebudowie był konsekrowany w 1581 r. przez biskupa warmińskiego Marcina Kromera.
W czasie wojny polsko-krzyżackiej (1519–1521) wieś było we władaniu Michała Wernera zwanego Prusem, dowódcy krzyżackich wojsk zaciężnych.
W 1656 r. na 52 włókach gospodarzyło 13 chłopów i dwóch sołtysów. 6 włók należało do plebana a jedna była uposażeniem szkoły. W 1710 r. karczma wraz z czterema, należącymi do niej włokami, stanowiła własność burmistrza Pieniężna – Andrzeja Drommlera.
W 1783 r. we wsi było 40 domów, a Tolkowiec był wsią królewską z kościołem. W 1818 mieszkało we wsi 294 osób. W 1820 było 28 domów i 284 mieszkańców.
W 1887 r., po sześciu latach nauczania w szkole w Lamkowie, nauczycielka Otylia Kreutner została przeniesiona do Tolkowca (niedaleko od jej rodzinnej wsi Strubin), mimo że odwoływała się od tej decyzji, powołując się na to, że "w tamtej okolicy są zwyrodniali ludzie a ponadto pierwszym nauczycielem w Tolkowcu jest osoba nieodpowiednia – kawaler".
W 1900 r. Tolkowiec obejmował obszar 993,3 ha. W 1905 r. mieszkało we wsi 409 osób. W 1939 we wsi było 117 gospodarstw domowych i 474 mieszkańców, z których 350 utrzymywało się z rolnictwa i leśnictwa, 43 z pracy w przemyśle i rzemiośle, 12 z pracy w handlu i komunikacji, W tym czasie we wsi było 12 gospodarstw rolnych o powierzchni w przedziale 0,5-5 ha, dwa o powierzchni mieszczącej się w przedziale 5–10 ha, dwa o powierzchni 10-20 ha, 15 o powierzchni 20–100 ha i trzy o powierzchni powyżej 100 ha.
Po 1945 r. była to wieś sołecka. Później powstał we wsi PGR. W 1973 r. Tolkowiec należał do gromady Płoskinia oraz podlegał pod urząd pocztowy w Płoskini.
W 1999 r. w Tolkowcu mieszkało 109 osób.

## Zabytki
- Gotycko-barokowy kościół parafialny pw. św. Marcina, wzniesiony w XV w., po przebudowie był konsekrowany w 1581 r. przez biskupa warmińskiego Marcina Kromera. Później kilkakrotnie rozbudowywany, odnowiony i przedłużony w 1713 i 1860. Neogotycka wieża dobudowana w latach 1842–1849 stylizowana na średniowieczną. Ostatni raz kościół był odnawiany w 1962 r. Jest to budowla orientowana, salowa, zbudowana na planie wydłużonego prostokąta, z wieża od zachodu oraz dobudówkami od północy (kruchta i zakrystia) oraz południa. Cechy gotyckie posiadają tylny szczyt i portale wejściowe, cechy barokowe obramowania okien oraz kruchta o szerokim szczycie wolutowym. Wyposażenie w większości neobarokowe z poł. XIX w. bardzo stylowy chór, gotycka chrzcielnica ozdobiona ornamentami roślinnymi na fryzie[4], ołtarz główny z 1614[5]. Twórcą ołtarza bocznego i ambony z lat 1861–1865 jest Karol Jeroszewicz z Ornety. Krucyfiks z XVIII w. Obrazy pędzla L. Hinza z Pieniężna.
- Plebania z drugiej połowy XVIII w.

## Ludzie związani z miejscowością
- ks. Jan Wichert (1850–1935), urodził się w Tolkowcu, kanonik warmiński, redaktor "Ermländische Zeitung"

## Historia
- Jan Chłosta Słownik Warmii (historyczno-geograficzny). Wyd. Littera, Olsztyn 2002, ISBN 83-914158-5-6
- Braniewo. Z dziejów miasta i powiatu. Pojezierze, Olsztyn, 1973, str. 424
- Kościoły i kaplice Archidiecezji Warmińskiej, tom I. Święta Warmia. Kuria Metropolitalna Archidiecezji Warmińskiej, Olsztyn 1999, ISBN 83-86926-07-4